# Stratford Professional 1970
Lo Stratford Professional 1970 è stato il terzo evento professionistico della stagione 1970-1971 di snooker, il terzo Non-Ranking, e la 1ª edizione di questo torneo, che si è disputato il 4 settembre 1970, a Stratford-upon-Avon, in Inghilterra.
Il torneo è stato vinto da Gary Owen, il quale ha battuto in finale Ray Reardon per 6-4. Il gallese si è aggiudicato così il suo primo Stratford Professional e il suo secondo titolo Non-Ranking in carriera.
Il break più alto del torneo è stato un 66, realizzato da Gary Owen.

## Finale
| Finale (Al meglio degli 11 frames) Stratford-upon-Avon, 4 settembre 1970. |     |             |
| Gary Owen                                                                 | 6–4 | Ray Reardon |
|                                                                           |     |             |
| Gary Owen vince lo Stratford Professional 1970                            |     |             |